# Sân vận động Panathinaiko
Sân vận động Panathinaiko (tiếng Hy Lạp: Παναθηναϊκό στάδιο, còn được gọi là Kallimarmaro (Καλλιμάρμαρο, có nghĩa là "cẩm thạch tuyệt đẹp"), là một sân vận động thể thao ở Athens, Hy Lạp, là nơi tổ chức Thế vận hội Mùa hè hiện đại đầu tiên của vào năm 1896 được dựng lại từ phần còn lại của một sân vận động cổ xưa. Sân vận Panathinaiko là sân vận động lớn duy nhất trên thế giới được xây dựng hoàn toàn bằng đá cẩm thạch trắng (từ núi Penteli) và là một trong những sân lâu đời nhất trên thế giới.
Trong thời cổ đại, sân vận động trên địa điểm này đã được sử dụng để tổ chức các phần thể thao của thế vận hội Panathenaic, vinh danh nữ thần Athena. Trong thời cổ đại, nó có chỗ ngồi bằng gỗ. Trong năm 329 trước Công nguyên, nó được cho xây dựng lại bằng đá cẩm thạch bởi quan chấp chính Lycurgus và trong năm 140 đã được mở rộng và được cho cải tạo bởi Herodes Atticus, cho sức chứa 50.000 chỗ ngồi. Phần còn lại của cấu trúc cổ đại được khai quật và tân trang lại, với kinh phí được cung cấp bởi Evangelis Zappas, cho sự phục sinh của Thế vận hội. Zappas đã tài trợ cho Thế vận hội được tổ chức vào năm 1870 và 1875. Năm 1895, sân vận động đã được tân trang lại một lần thứ hai cho Thế vận hội 1896, với sự tài trợ hoàn thành cung cấp bởi ân nhân Hy Lạp George Averoff, có bức tượng bằng đá cẩm thạch bây giờ đứng ở cửa ra vào, dựa trên thiết kế bởi của kiến trúc sư Anastasios Metaxas và Ernst Ziller.